# چارگوش‌ماهی‌سانان
چارگوش‌ماهی‌سانان (نام علمی: Rajiformes) نام یک راسته از زیررده نرم‌آبشش‌داران است.